# مجرد مقالات الشيخ أبي الحسن الأشعري (كتاب)
مجرد مقالات الشيخ أبي الحسن الأشعري هو كتاب من تأليف ابن فورك الأصبهاني جمع فيه آراء أبي الحسن الأشعري - الملقب بإمام إمام أهل السنة والجماعة - في مختلف قضايا أصول الدين التي بحثها. والكتاب كان مخطوطا ثم طبع عام 1987م بتحقيق المستشرق دانيال جيماريه، وقد اعتمد ابن فورك في كتابه على حوالي 32 كتاب من مؤلفات الإمام الأشعري.

## موضوع الكتاب
يقول ابن فورك في مقدمة الكتاب: «أما بعد، فقد وقفت على ما سألتم أسعدكم الله بطاعته من شدة حاجتكم إلى الوقوف على أصول مذاهب شيخنا أبي الحسن علي بن إسماعيل الأشعري - رضي الله عنه ـ وما تبنى عليه أدلته وحججه على المخالفين، وأن أجمع لكم منها متفرقها في كتبه ما يوجد منها منصوصا له، ومالا يوجد منصوصا له أجبنا فيه على حسب مايليق بأصوله وقواعده، وأعرفكم مع ذلك ما اختلف قوله فيه في كتبه، وما قطع به منهما، ومالم يقطع بأحدهما، ورأينا أن أحدهما أولي بمذهبه وأليق بأصوله فنبهنا عليه.»
جمع ابن فورك ـ وهو من كبار علماء الأشاعرة ـ في مؤلفه هذا ما تفرق من كتب أبي الحسن الأشعري ما يوجد منها منصوصا له وما لا يوجد منصوصا له من أصول مذهبه، وما تبنى عليه أدلته وحججه على المخالفين، ورتبها في فصول. كان الغرض من تأليف الكتاب هو ذكر أصول مذهب الأشعري فقط، ولذلك تجنب ابن فورك إيراد مذاهب المخالفين، وقد وعد بإفراد كتاب في مقالات المتكلمين من الإسلاميين، يجمع فيه بين مقالات الأشعري ومقالات المخالفين، ويبدو أنه لم ينجزه أو أنه أنجزه ولم يصلنا.
قال ابن فورك: «اعلموا ــ رحمكم  الله ــ أن الذي حكيناه في هذا الكتاب من مقالات الشيخ  أبي الحسن الأشعري علي بن إسماعيل ــ رحمه الله ــ فهو ما عليه نظار أصحاب الحديث، وجعل ذلك مما في قواعد دينهم، وأساس توحيدهم، وما يتفرع عن أصولهم، والذي وقع بين مشايخهم من اختلاف مما يخالفون فيه الشيخ أبا الحسن ـ رحمه الله ـ فقد أفردناه في كتاب، وأشرنا في هذا الكتاب إلى بعض ذلك.»

## محتوى الكتاب ومضمونه
تضمن الكتاب خمسا وستين فصلا في إبانة مذهب الأشعري في:
- أحكام العلم وأوصافه وأسمائه، ومدارك العلوم.
- مدارك الحق فيما اختلف فيه أهل الصلاة.
- معنى الحقيقة والمجاز، وذكر حقائق بعض العبارات والألفاظ الدائرة والألفاظ الجارية بين أهل الصنعة في مقدمات هذا الباب.
- دلائل العقول، وفي معنى العقل والنظر والخاطر وكيفية ترتيب الغائب عن الحس على المشاهد بالحس بالنظر والعقل.
- أول ما أنعم الله تعالى على خلقه، وذكر تفصيل اختلاف الأشاعرة فيه واختلاف حكايات الأشعري في كتبه عن هذا المذهب.
- معنى العالم وحدوثه، وما به باين المخالفين في تحقيق حدوثه.
- الاسم والصفة والموصوف، وطرق العلم بصفات المحدث والقديم.
- الأسماء والأوصاف من طريق اللغات، ومعاني ما ورد من أسماء الرب تعالى وصفاته في الكتاب والسنة واتفاق الأمة.
- في كلام الله سبحانه، وشرح ما يتعلق بذلك من جهة المذهب في أحكامه وأوصافه وأسمائه.
- الإرادة وما يتعلق بذلك من فروعها.
- القول برؤية الله تعالى بالأبصار.
- القدر والقول بخلق الأعمال، وذكر ما يتصل بذلك من فروعه المبنية على مذاهبه وقواعده.
- الاستطاعة وما يتعلق بذلك من قواعدها وفروعها.
- اللطف والصلاح والأصلح وما يتعلق بذلك.
- باب الذي يسميه المخالفون «التولد».
- الآجال، والأرزاق والأسعار، وما يتعلق بذلك من الكلام في فروعها.
- باب التجوير والتعديل وما يتعلق بذلك مما يجب الوقوف على مذهبه فيه على التفصيل، ومن ذلك الإبانة عن جوابه في مسألة القدرة على الظلم.
- الإيمان وأسماء الطاعات وأوصاف المؤمنين والكافرين وأحكامهم، وما يتعلق بذلك من الوعد والوعيد، والمدح والذم وأحكامهما.
- أسماء الذنوب والمعاصي، وقوله في الصغائر والكبائر.
- الحكم والتسمية بأنه مؤمن، وللكافر بأنه كافر عند الله تعالى وعندنا، وما يترتب على ذلك ويبنى عليه، وجواز القول بأن فلانا مؤمن حقا ومؤمن إن شاء الله، وما يتعلق بهذا الباب من الوعد والوعيد، والثواب والعقاب، وما يدخل في هذا الباب من إبانة أصله في الأخبار والأوامر، والقول في العموم والخصوص ومخارجهما.
- التوبة ومعناها وشروطها.
- الشفاعة، والقول بعذاب القبر وسؤال منكر ونكير، والميزان والصراط والحوض، و حساب المؤمنين والكفار، وتحقيق معنى ذلك ووجهه.
- باب النبوات والمعجزات وما يتعلق بذلك من فروع هذا الباب وكيفية ترتيب أصولها على أصلها.
- باب الإمامة وما يتصل بذلك من فروع هذا الباب.
- باب في أصول الفقه وما يتعلق بذلك من بعض الفروع .
- اللطيف من الكلام والدقيق ومنه: باب الكلام في مسألة الجزء الذي لا يتجزأ، وذكر ما يتعلق بذلك من فروع هذا الباب.
- معنى الإنسان وحده.
- باب النفي والإثبات.
- المعلوم والمجهول، وإيضاح أجوبته في فروع هذا الباب.
- البقاء والفناء والإعادة والابتداء، وما يتعلق بذلك من الأجوبة في فروعها.
- باب الأكوان والألوان.
- باب المعرفة وتفصيل أحكام المعارف.
- باب ما يستحق أن يسمى به المعدوم وما لا يصح أن يسمى به من ذلك.
- معنى الروح والحياة وما يتعلق بذلك.
- معنى التضاد وحقيقة الضدين.
- جواز تحرك الجسم في حال خلق الله تعالى إيا ه وسكونه.
- الحجر والأجسام الثقيلة هل يجوز أن تقف في الهواء من غير عمد ولا علاقة.
- قيام الأعراض بالجوهر، وفي معنى الحال.
- نوع من الكلام في التشابه والاختلاف والتغاير، وفي الكمون والظهور.
- الهواء وما يتعلق به من الكلام في الخلاء والملاء.
- القول في المكان والوقت، والاعتماد والتمكن، وفي وقوف الأرض، وكيفية قوله في ذلك، وقوله في من نظر وراء العالم ومد يده إذا كان واقفا على طرف العالم على آخر جزء منه.
- ما يرى في المرآة، وفي الرؤيا وتعبيره، وقوله في الشياطين والجن والملك، وقوله في جواز مداخلة الجن أجسام الناس، وقوله في علم الشيطان والملك بما يهم به الإنسان، وقوله في إبليس إنه كان من الجن أو من الملائكة، وقوله هل هم مكلفون أم لا؟
- في فرع من فروع باب القول بالتولد مما اختلف فيه أهل النظر، وهو قولهم في الذرة تقع على السفينة الكبيرة هل يجب أن ترسب بعض الرسوب بوقوعها عليها.
- باب وجوب النظر وما يتعلق به من ذكر مذاهبه في معنى العقل، ومعنى النظر، والطريق الذي به يعلم وجوب النظر، وذلك مقدمة للكلام في أدب الجدل وأحكامه ورسوم المعارضات والمناظرات.
- معنى الدليل والاستدلال والدلالة والمستدل والمستدل عليه، والدال والمدلول، ويتضمن أيضا الكلام في إبانة مذاهب الأشعري في باب الاستدلال وأقسامه، والاستشهاد وأنواعه.
- باب الجدل وأحكامه وآدابه وما يتعلق بذلك من فروعه يبتنى عليه من الزوائد والأمثلة فيه، وذكر الفرق بين النظر والجدل، والإبانة عن معنى السؤال وأقسامه، والمعارضة وأنواعها، وعلامة العلة الصحيحة وما يبين بها من مفاسد وذكر معنى الحد والحقيقة وما يجتمعان فيه من العلة وما يفترقان، وما يجري من الكلام مجرى الاستفراق وما يجري مجرى الإلزام، وما يجب على السائل والمسؤول من تحرز وتيقظ وضبط لما يذكرانه في تقييد الكلام بما يجب أن يتقيد به، وما يعد انتقالا وما لا يعد، وذكر غاية ما تنتهي إليه المطالبة بـ(لم)، وذكر وجوه الانقطاع وأقسامه ومعناه وما تعلق بذلك.
- مما يتعلق بالكلام في الاستشهاد بالشاهد على الغائب.
- انقطاع المنقطع.
- آداب الجدل.
- ذكر آفات النظر.